# Аллоньи
Аллоньи́ (фр. Allogny) — коммуна во Франции, находится в регионе Центр. Департамент — Шер. Входит в состав кантона Сен-Мартен-д’Оксиньи. Округ коммуны — Бурж.
Код INSEE коммуны — 18004.
Коммуна расположена приблизительно в 185 км к югу от Парижа, в 85 км юго-восточнее Орлеана, в 17 км к северу от Буржа.

## Население
Население коммуны на 2008 год составляло 997 человек.
| 1962 | 1968 | 1975 | 1982 | 1990 | 1999 | 2008 |
| ---- | ---- | ---- | ---- | ---- | ---- | ---- |
| 524  | 534  | 623  | 765  | 916  | 896  | 997  |

## Экономика

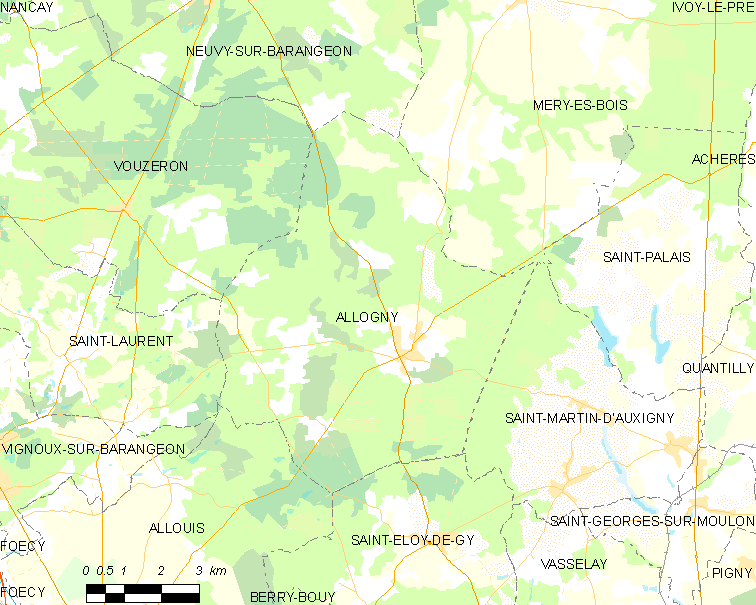
Карта коммуны

Основу экономики составляют лесное и сельское хозяйство.
В 2007 году среди 650 человек в трудоспособном возрасте (15-64 лет) 502 были экономически активными, 148 — неактивными (показатель активности — 77,2 %, в 1999 году было 74,2 %). Из 502 активных работали 466 человек (251 мужчина и 215 женщин), безработных было 36 (13 мужчин и 23 женщины). Среди 148 неактивных 38 человек были учениками или студентами, 65 — пенсионерами, 45 были неактивными по другим причинам.

## Достопримечательности
- Церковь Сен-Сюльпис (XIII век)
- Усадьба Бошен (XVII век)
- Феодальный мотт